# Сокаогон
Сокаогон (англ. Sokaogon Chippewa Community), также Моул-Лейк (англ. Mole Lake Indian Reservation) — индейская резервация алгонкиноязычного народа оджибве, расположенная в северо-восточной части штата Висконсин, США.

## История
Во время своей миграции в XVIII веке группа оджибве, которая станет известна как сокаогон, остановилась в районе современного округа Форест. В этом месте было изобилие дикого риса. Вражда с племенами сиу привела к битве при озере Моул в 1806 году. Сегодня на шоссе 55 в деревне Моул-Лейк стоит памятный знак, отмечающий поле битвы, где в ожесточённой рукопашной схватке погибло более 500 воинов.
Группа сокаогон долгое время оставалась без резервации — индейский агент, который должен был подтвердить договор 1854 года и закрепить за ней землю, погиб в результате кораблекрушения на озере Верхнее. В соответствии с положениями Закона о реорганизации индейцев 1934 года для группы было приобретено 7,062 км² территории и основана резервация Моул-Лейк.

## География
Резервации находится в юго-западной части округа Форест,  к юго-западу от города Крандон и озера Метонга. Общая площадь Сокаогон, включая трастовые земли (5,941 км²), составляет 14,465 км², из них 13,578 км² приходится на сушу и 0,887 км² — на воду. Административным центром резервации и штаб-квартирой племени является город Крандон. 

## Демография
По данным федеральной переписи населения 2010 года, в резервации проживало 414 человек. Согласно федеральной переписи населения 2020 года в резервации проживало 507 человека, насчитывалось 224 домашних хозяйств и 194 жилых дома. Средний доход на одно домашнее хозяйство в индейской резервации составлял 21 250 долларов США. Около 37,1 % всего населения находились за чертой бедности, в том числе 42,1 % тех, кому ещё не исполнилось 18 лет, и 21,6 % старше 65 лет.
Расовый состав распределился следующим образом: белые — 67 чел., афроамериканцы — 0 чел., коренные американцы (индейцы США) — 394 чел., азиаты — 0 чел., океанийцы — 0 чел., представители других рас — 0 чел., представители двух или более рас — 46 человек; испаноязычные или латиноамериканцы любой расы составили 19 человек. Плотность населения составляла 35,05 чел./км².

## Комментарии
1. ↑  Сам город не входит в состав резервации, а является лишь штаб-квартирой племени.